# イザベラ・チャルトリスカ
イザベラ・チャルトリスカ公爵夫人（ポーランド語: Izabella z Flemmingów Czartoryska, 1746年3月3日 – 1835年7月15日）は、ポーランドの貴族女性、作家、美術品蒐集家。ポーランド初の美術館であるチャルトリスキ美術館の創設者。

## 生涯
ポモージェ県知事を務めたイェジー・デトロフ・フレミング伯爵と、有力政治家の一人ミハウ・フリデリク・チャルトリスキ公爵の娘アントニナとの間に生まれ、1761年11月18日にヴォウチンで母の従弟にあたるアダム・カジミェシュ・チャルトリスキ公爵と結婚した。新婚時代のイザベラは、ロシア大使ニコライ・レプニン公と不倫関係に陥っていたと言われており、長男アダム・イェジーの実の父親はレプニン公だという噂が長くささやかれていた。
1772年、パリを訪れたイザベラは、後にアメリカ独立革命の立役者となるベンジャミン・フランクリン、旧来の秩序に新風を吹き込もうとしていた哲学者ジャン・ジャック・ルソーやヴォルテールと交流を深めた。1775年には夫と協力し、プワヴィにある私邸チャルトリスキ宮殿を知的かつ政治的な社交場に変貌させた。また同時期、若き芸術家アレクサンデル・オルウォフスキの才能を見出し、彼のパトロンになっている。1784年イザベラは愛国派に参加したが、コシチュシコ蜂起が鎮圧された後、2人の息子アダム・イェジーとコンスタンティ・アダムはエカチェリーナ2世に忠誠を誓うこととなった。1796年、彼女は動乱期に破壊されたプワヴィの宮殿を再建して美術館を開くことを決めた。最初期に集められていた展示品の中で最も目を引いたのは、1683年の第二次ウィーン包囲において、国王ヤン・ソビエスキがオスマン帝国軍から奪った戦利品であり、またポーランド王家の財宝やポーランド貴族家門に伝わる古い家宝なども飾られることになった。1801年、この美術館はポーランド最初の美術館として開かれ、イザベラはここを「記憶の神殿」と名付けた。
1830年、ポーランドで11月蜂起が発生すると、美術館は閉館され所蔵品は全て避難させられた。1878年、イザベラの孫ヴワディスワフ・チャルトリスキがクラクフで美術館を再開している。

## 著作
- Myśli różne o sposobie zakładania ogrodów （1805年）
- Pielgrzym w Dobromilu, czyli nauki wiejskie  『ドブロミルの巡礼者』（1818年頃）…子供向けのポーランド史概説書